# Veritatis splendor
Veritatis splendor, Sanningens glans, är påven Johannes Paulus II:s tionde encyklika, promulgerad den 6 augusti 1993.
Johannes Paulus II avhandlar i encyklikan den kristna etikens grunder.